# Graaf van Carlisle
Graaf van Carlisle (Engels: earl of Carlisle) is een Engelse adellijke titel en verwijst naar de stad Carlisle.
De titel werd voor het eerst gecreëerd door koning Eduard II voor Andrew Harclay in 1322. Een jaar later werd hij op beschuldiging van hoogverraad vervallen verklaard van de titel en geëxecuteerd.
In 1622 werd de titel opnieuw gecreëerd door Jacobus I voor James Hay. Na het kinderloos overlijden van diens zoon James stierf de titel op 30 oktober 1660 uit.
Een half jaar later, op 30 april 1661, werd Charles Howard door koning Karel II met de titel beleend.
De aanvullende titels van de graaf van Carlisle zijn:  burggraaf Howard of Morpeth, baron Dacre of Gillesland en lord Ruthven of Freeland.

## Graaf van Carlisle, eerste creatie (1322)
- 1322 – 1323: Andrew Harclay († 1323), 1e graaf van Carlisle

## Graaf van Carlisle, tweede creatie (1622)
- 1622 – 1636: James Hay (ca 1580/90-1636), 1e graaf van Carlisle
- 1636 – 1660: James Hay (1612-1660), 2e graaf van Carlisle

## Graaf van Carlisle, derde creatie (1661)
- 1661 – 1685: Charles Howard (1629-1685), 1e graaf van Carlisle
- 1685 – 1692: Edward Howard (1646-1692), 2e graaf van Carlisle
- 1692 – 1738: Charles Howard (1669-1738), 3e graaf van Carlisle
- 1738 – 1758: Henry Howard (1694-1758), 4e graaf van Carlisle
- 1758 – 1825: Frederick Howard (1748-1825), 5e graaf van Carlisle
- 1825 – 1848: George Howard (1773-1848), 6e graaf van Carlisle
- 1848 – 1864: George Howard (1802-1864), 7e graaf van Carlisle
- 1864 – 1889: William George Howard (1808-1889), 8e graaf van Carlisle
- 1889 – 1911: George James Howard (1843-1911), 9e graaf van Carlisle
- 1911 – 1912: Charles James Stanley Howard (1867-1912), 10e graaf van Carlisle
- 1912 – 1963: George Josslyn L'Estrange Howard (1895-1963), 11e graaf van Carlisle
- 1963 – 1994: Charles James Ruthven Howard (1923-1994), 12e graaf van Carlisle
- 1994 – heden: George William Beaumont Howard (1949), 13e graaf van Carlisle